# Selliguea whitfordii
Selliguea whitfordii är en stensöteväxtart som först beskrevs av Edwin Bingham Copeland och som fick sitt nu gällande namn av Peter Hans Hovenkamp.
Selliguea whitfordii ingår i släktet Selliguea och familjen Polypodiaceae. Inga underarter finns listade i Catalogue of Life.